# Tschohdoni
Tschohdoni, auch Choadoni, war ein Volumenmaß in Chochin in der englisch-ostindischen Präsidentschaft Madras an der Küste Malabars und für Öl vorbehalten. Grundlage für das Ölmaß war das Maß. Man rechnete mit 29,816 Pariser Kubikzoll oder 0,59144 Liter.
- 1 Tschohdoni = 24 Maß = 14,1945 Liter